# Catedral Anglicana do Bom Samaritano
A Catedral Anglicana do Bom Samaritano, também conhecida como Igreja do Bom Samaritano, foi um templo de propriedade da Igreja Episcopal Anglicana do Brasil na cidade do Recife, Pernambuco. Localizada à rua José Maria de Miranda, nº 560, no bairro de Boa Viagem, ela fez parte da Diocese Anglicana do Recife, sendo inaugurada em 10 de fevereiro de 1990. 

## História
A história da Catedral começou na década de 80, com um grupo dos Encontros de Jovens com Cristo (EJC) do bairro de Boa Viagem, promovidos pela Diocese Anglicana do Recife. O grupo rapidamente cresceu, atraindo cada vez mais jovens, de modo que foi necessário fundar uma paróquia no bairro.
Por causa a uma série de problemas estruturais no telhado, feito à época em cerâmica armada, a Diocese viu-se obrigada a vender o edifício e o conjunto arquitetônico, que estavam condenados. A cerimônia de desconsagração do templo foi realizada na noite do sábado, 25 de maio de 2024, com a presença de todo o clero diocesano. No final do mês de setembro do mesmo ano, a Igreja do Bom Samaritano foi demolida. Até hoje, o conjunto é tido como uma das melhores expressões da arquitetura moderna sacra no Recife, sendo um edifício único do tipo, o qual foi estudado por vários arquitetos e pesquisadores.  .. 

## Arquitetura

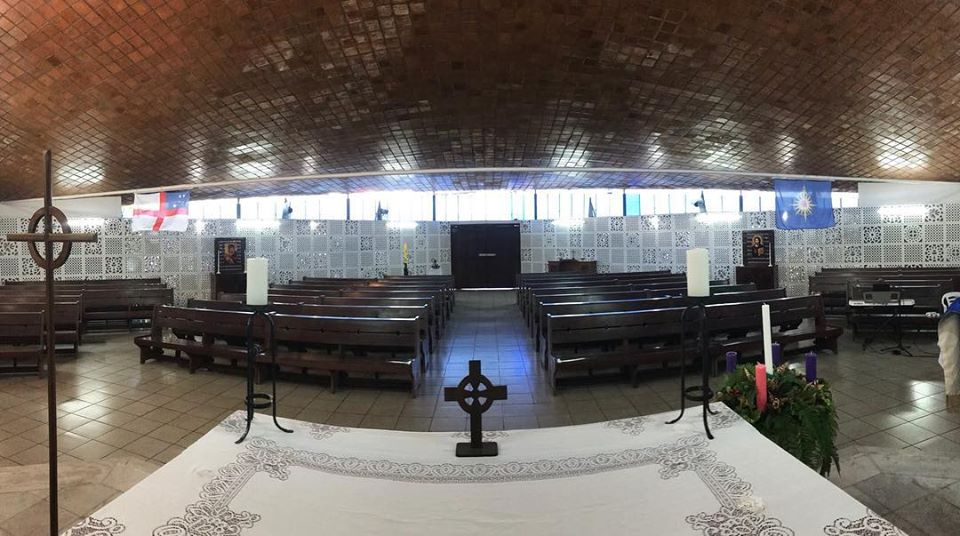
Interior da Catedral

O projeto foi idealizado pelo arquiteto e reverendo norte-americano Marston Price, e a execução realizada pelo escritório Arquitetura 4, formado apenas por mulheres. A peculiaridade disto é que, tradicionalmente, a arquitetura de templos sempre foi feita por homens, sendo este, o primeiro templo da cidade projetado por mulheres. O tempo de construção do santuário levou de 1981 até 1987, sendo os últimos detalhes concluídos apenas em 1997. A entrada do templo se encontrava voltada para a esquina, a qual possuia um crucifixo. Seguindo linhas modernas, o templo tinha o formato de losango, coberto por um telhado feito em cerâmica armada, formando uma parábola, crescendo da entrada do templo até o altar. O templo possuía três portas de madeira. Duas, para o interior dos edifícios que formavam o anexo da igreja, e a portada principal, voltada para a entrada. Esta era adornada com placas de bronze, gravada pelo artista Cavani Rosas, retratando a parábola do Bom Samaritano.
A decoração das paredes do templo foram elaboradas pelo artista plástico pernambucano Petrônio Cunha, utilizando blocos de cobogó. Esse elemento arquitetônico, além de permitir a entrada de luz e ventilação, também tornava o edifício ainda mais bonito, pois os blocos foram moldados com símbolos da fé cristã como a pomba, representando o Espírito Santo, o cálice com a hóstia, simbolizando a Eucaristia, e a cruz, que recorda o sacrifício de Jesus Cristo, simbolizando também a Santíssima Trindade. Petrônio também idealizou o revestimento das paredes, internas e externas do conjunto, com azulejos azuis e brancos, formando um mosaico, que representavam um cacho de uva, jangada, uma ave e o Espírito Santo. Uma grande parede de azulejos se estendia ao longo de um corredor, ligado ao anexo da Catedral, até a área externa dos jardins, onde se erguia o campanário. 

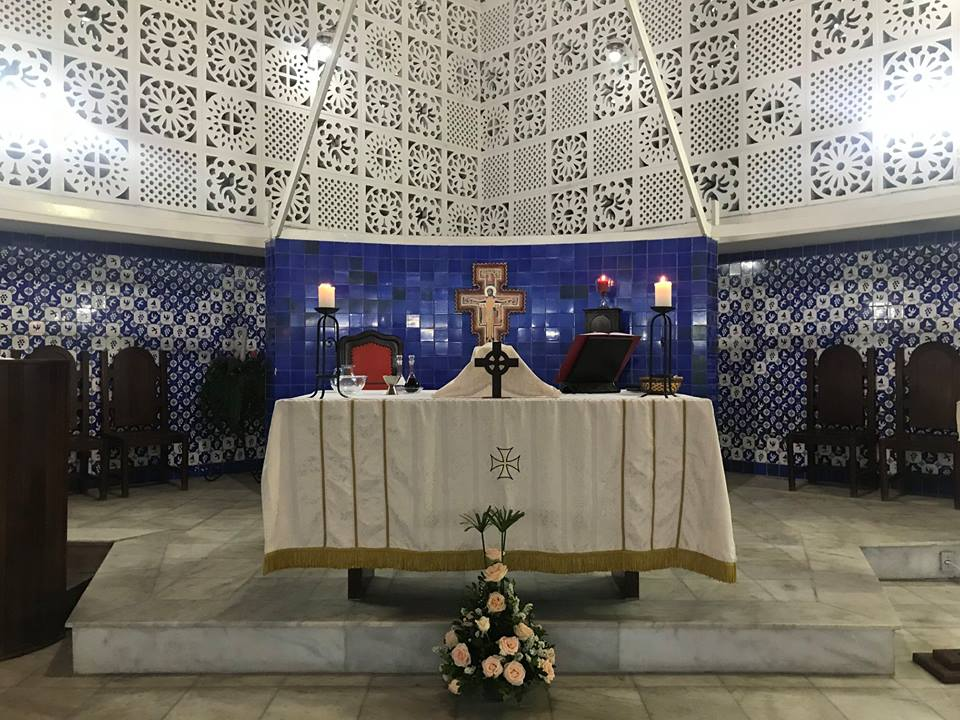
Altar da Catedral